# Blinky Palermo

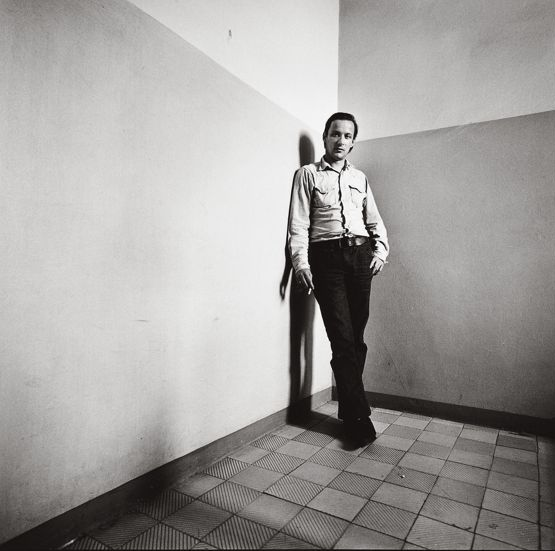
Blinky Palermo (1970) (Porträt von Lothar Wolleh)

Blinky Palermo, eigentlich Peter Heisterkamp (* 2. Juni 1943 in Leipzig; † 17. Februar 1977 in Vihamanaafushi, Malediven) war ein deutscher Maler, Environment- und Objektkünstler.

## Leben

### Kindheit und Ausbildung
Palermo, als Peter Schwarze am 2. Juni 1943 in Leipzig geboren, wurde im selben Jahr zusammen mit seinem Zwillingsbruder Michael von Erika und Wilhelm Heisterkamp adoptiert. Am 9. November 1944 wurde seine Schwester Renate geboren. 1952 siedelte die Familie in den Westen über und lebte seither in Münster, wo sein Vater für Mannesmann arbeitete. Palermo besuchte 1953, bis zur Untersekunda, das Schiller-Gymnasium in Münster, ab 1959, bis zur Obersekunda, das Gymnasium Arnoldinum in Burgsteinfurt. 1961 besuchte er die Werkkunstschule in Münster und belegte Grafik- und Bildhauerkurse. Ab 1962 studierte er an der Düsseldorfer Kunstakademie, zunächst bei Bruno Goller, wo er Porträts im Stil des Surrealismus malte. 1964 wechselte er in die Klasse von Joseph Beuys, der ihn im Winter 1966/67 zu seinem Meisterschüler ernannte, womit er sein Studium abschloss. An der Kunstakademie gab sich Peter Heisterkamp den Künstlernamen Palermo – so zeichnete er alle seine Arbeiten. Der Spitzname Blinky war nur unter Freunden üblich. Der Name war adaptiert nach dem gleichnamigen italienisch-amerikanischen Mafioso und Boxpromotor von Sonny Liston. Angeblich brachte ihn sein späterer Freund und Künstlerkollege Anatol Herzfeld auf den Namen, da der Künstler in seinem Beatnik-Outfit mit Lederjacke, Hut und Sonnenbrille eine gewisse Ähnlichkeit mit dem Mafioso hatte. Anderen Quellen zufolge war der Namenswechsel die Reaktion auf eine Aussage des Kunstlehrers Beuys: „Mit dem Namen Heisterkamp kannste nie was werden als Künstler.“
Am 4. Juni 1965 heiratete Palermo Ingrid Denneborg.

### Düsseldorf, New York, Düsseldorf
Nach seinem Studium im Jahr 1967 arbeitete Palermo zunächst als Barkeeper im Düsseldorfer Szenenlokal Creamcheese. Im gleichen Jahr trennte er sich von Ingrid Denneborg und heiratete am 10. Juni 1969 Kristin Hanigk, die er im Jahr zuvor durch Sigmar Polke kennengelernt hatte. 1969 zog Palermo nach Mönchengladbach, wo er, durch die Hilfe von Johannes Cladders, eine Arbeitsmöglichkeit in einer ehemaligen Schreinerei erhielt. In Mönchengladbach unterhielt er zunächst mit Imi Knoebel, dann mit Ulrich Rückriem eine Ateliergemeinschaft. Zusammen mit Henning Christiansen kooperierte er zeitweise in dessen Aktionen mit.

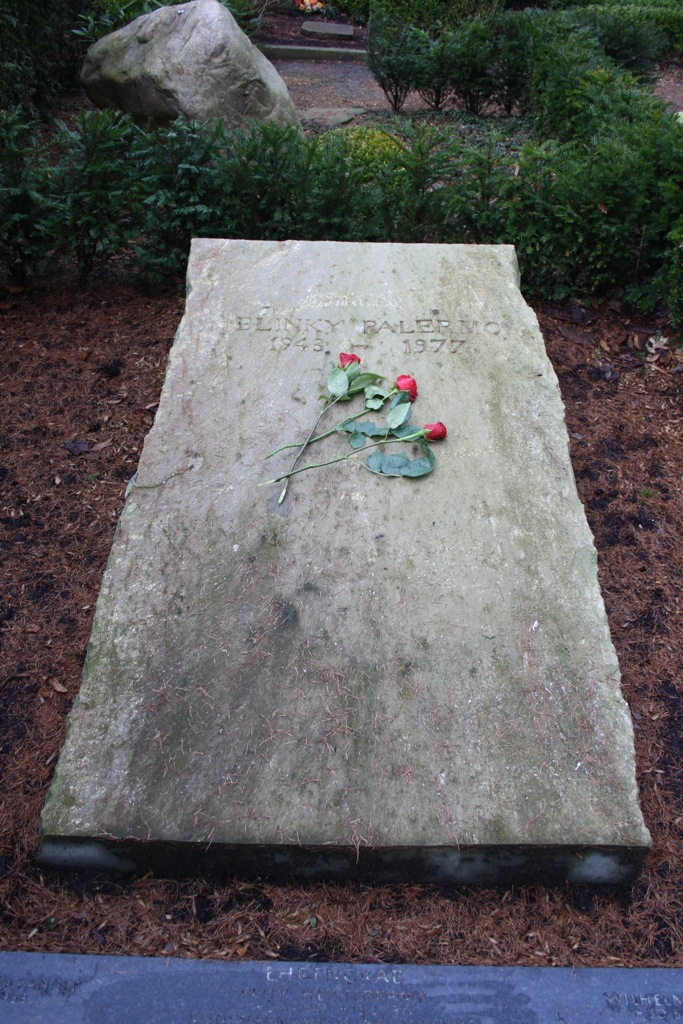
Palermos Grab in Münster

1970 unternahm er gemeinsam mit dem Freund und Künstlerkollegen Gerhard Richter eine Studienreise nach New York, wo er sich ab 1973 ein Studio einrichten sollte. Zusammen mit Imi Knoebel unternahm er im September 1974 eine Autorundreise durch Amerika, bei der er die neueröffnete Rothko-Kapelle in Houston und das Las Vegas Piece von Walter De Maria besuchte. Im gleichen Jahr befreundete er sich mit dem Maler Brice Marden.
Im Februar 1975, während eines Besuches in Deutschland, trennte Palermo sich von seiner Frau Kristin Hanigk. In New York lebte er mit der Malerin Robin Bruch zusammen. Anfang 1976 kehrte der Künstler nach Düsseldorf zurück und lernte Babette Polter kennen und bezog im Herbst desselben Jahres das frühere Atelier von Gerhard Richter.
Im Februar 1977 verstarb Palermo während einer Urlaubsreise mit Babette Polter (inoffiziell ab ca. 1980, offiziell ab ca. 1987: Babett Scobel, ihr Geburtsname) überraschend auf der Malediven-Insel Kurumba. Es ist von Herzversagen, an anderen Stellen von „ungeklärten Umständen“ bzw. einem Autounfall die Rede. Er wurde auf dem städtischen Zentralfriedhof in Münster bestattet. Nach Ablauf der Ruhezeit erhielt Palermo 2008 ein Ehrengrab.

## Werk
Schon in der Studienzeit bildeten sich enge Freundschaften zu den Künstlerkollegen Sigmar Polke, Gerhard Richter und Imi Knoebel. Palermo arbeitete im Laufe seiner kurzen Karriere mit unterschiedlichen Medien und Techniken. In Anlehnung an den Suprematisten Kasimir Malewitsch entwickelte Palermo „sein Werk auf der Grundlage eines komplexen und experimentellen Umgangs mit Form und Farbe“ und setzte einen neuen „Standard des Sehens“. Eine erste Abweichung vom üblichen Tafelbild waren seine Wandobjekte, mit Leinwand oder Klebeband umwickelte Holzformen wie Grünes T, 1966, Komposition Rot/Orange, 1967 oder Blaue Scheibe und Stab, 1968 sowie Stoffbilder aus verschiedenfarbigen Nesselbahnen wie Stoffbild, 1966. Letztere fertigte er von 1966 bis 1972 an. Diese „Bilder“ bestanden aus zusammengenähten, auf Keilrahmen gespannten, handelsüblichen Textilstoffen, die Palermo mit handelsüblichen Industriefarben bemalte. „Rothkos aus dem Textilkaufhaus“ meinten manche Kritiker hier zu erkennen. Dieser gewissermaßen respektlose Ansatz, schrieben andere, „hätte Marcel Duchamp gewiss sehr gefallen“.
Ab 1968 und bis 1973 widmete sich Palermo auch der Wandmalerei und Wandzeichnerei. Unter anderem in Kunstgalerien, aber auch im Münchener Kunstforum, entstanden mehr als 20 Arbeiten dieser Art, von denen man glaubte, dass keine mehr erhalten sei. Erst im Herbst 2010 entdeckte man bei Umbauarbeiten einer alten Fabrik in Mönchengladbach die wohl einzige erhaltene Wandmalerei des Künstlers, die 1970 entstanden ist. Palermo fertigte derartige Werke auch im Ausland, zum Beispiel in Edinburgh und Brüssel an. „Blinky Palermos ortsbezogene Arbeiten machen Raumbezüge anschaulich.“
Ab 1974 fertigte der Künstler seine sogenannten Metallbilder an. Acrylfarben wurden auf Aluminium- und Stahlplatten aufgebracht. Wie bei seiner Wandmalerei blieben auch bei den Metallbildern Raumbezüge wichtig: nicht das einzelne Bild steht im Mittelpunkt, sondern Gesamtwirkung und Interaktion mehrerer Werke im Raum. Bei fast allen Palermo-Schöpfungen ist die Präsentation und Hängung der Bilder/Objekte sehr wichtig und Teil des Werks.

## Stimmen
Nicht zuletzt wegen seines frühen und nicht eindeutig geklärten Todes ist Palermo eine „mythische Figur der Nachkriegs-Kunst“ (Laura Cummings) geworden, eine Art „James Dean der Kunstszene“. Seine Arbeiten geben auch Zeugnis von einem großen, nicht ganz realisierten Talent und Potential. Vor allem Palermos Farbfeld-Wandmalereien werden als Erweiterung der Malerei in den Raum begriffen; die sonst unsichtbare architektonische Umgebung wurde mit ihrem Beitrag zur Wirkung des Kunstwerkes sichtbar gemacht. Andere sehen hier die Mystifizierungsmaschinerie des Kunstmarktes am Werk, welche einen Künstler verklären will, der im Grunde nur ein „Innenarchitekt mit hochfliegenden Ideen“ gewesen sei.
Auf jeden Fall bleibt Palermo ein schwer einzuordnender Künstler: Er steht weder für die einfach darstellende, noch für die rein abstrakt-konzeptuelle Kunst. Manche interpretieren ihn als Minimalisten, andere sehen dafür zu viele sinnliche und taktile Qualitäten am Werk. „Den Konflikt zwischen Klecks und scharfer Kante löste er nie auf“. Bei Palermo treffen Zitate der Wirklichkeit, wie zum Beispiel das Design eines Flipperautomaten, auf konzeptuelle Aspekte. Die Werke wirken gleichzeitig „mönchisch und schalkhaft.“
Palermos „frühe Ausrichtung an konstruktivistischen Bildelementen und Farbfeldmalerei blieb für sein ganzes Werk bestimmend“ (Prestel-Künstlerlexikon). Die Distanz der materialen und reduzierten Kunst Palermos zum Stil seines transzendentalistisch-tiefgründelnden Lehrers Joseph Beuys wurde oft vermerkt. Seine Bilder hängen inzwischen auf den Fluren der Deutschen Bank, sie wurden mit theoretischen Analysen überzogen. Dabei scheinen sie „viel zu fragil zu sein, um so viel angestrengte Theorie auszuhalten.“

## Ausstellungen und Retrospektiven
Insgesamt fanden 70 Palermo-Ausstellungen zu Lebzeiten des Künstlers statt.
- 1966: Galerie Friedrich und Dahlem, München (erste Einzelausstellung)
- 1969: Kabinett für aktuelle Kunst, Bremerhaven, zusammen mit Henning Christiansen (Musik)
- 1969 Wilhelm-Morgner-Preis für experimentelle Kunst 1969, Soest
- 1972: documenta 5 in Kassel
- 1975: vertrat zusammen mit Baselitz und Polke Deutschland auf der XIII.Bienal de Sao Paulo. Gezeigt wurden seine Metallbilder.
- 1977: documenta 6 in Kassel
- 1993: Kunstmuseum Bonn (Retrospektive)
- 1983: Museum of Modern Art (MoMA), New York (Gruppenausstellung).
- 1984: Kunstmuseum Winterthur, Winterthur; (Retrospektive).
- 1991: Galerie Museum, Bozen, Metall- und Stoffbilder, Objekte, Siebdrucke
- 1993: Museum der bildenden Künste, Leipzig
- 2007: Kunsthalle Düsseldorf (Retrospektive)
- 2007: Museu Serralves, Porto; Lugares e materiais: colecção da fundação de Serralves (Gruppenausstellung)
- 2010: Dia Art Foundation, New York (Retrospektive)
- 2011 LWL – Landesmuseum für Kunst und Kultur, Münster (27. Februar – 15. Mai) und Kunstmuseum St. Gallen, St. Gallen (27. Mai – 25. September): „Who knows the beginning and who knows the end“[8]
- 2012: Museum DKM, Duisburg, Die gesamte Grafik
- 2014/15: Schloss Morsbroich, Leverkusen (29. Juni 2014 – 11. Januar 2015): Das grafische Werk
- seit 2016 Dauerausstellung im Museum DASMAXIMUM KunstGegenwart, Traunreut[9]
- 2020: Museum Ludwig, Köln; Blinky Palermo. Die gesamten Editionen. Schenkung Ulrich Reininghaus (18. Januar bis 3. Mai 2020), Kuratorin Julia Friedrich

## Werke
- 1960: Winterwald, Monotypie auf Papier, 12,5 × 9 cm, Deutsche Bank, Frankfurt am Main.
- 1964: Selbstporträt, Aquarell und Bleistift auf kariertem Papier, 14,8 × 10,4 cm, Sammlung Olga Lina und Stella Liza Knoebel, Düsseldorf.
- 1965: Kreuz Rot-Blau, Gouache, collagiert, 46,5 × 23,5 cm, Museum Ludwig, Köln.
- 1966: Füße, Aquarell und Bleistift auf kariertem Papier, 19,6 × 12,7 cm, Sammlung Dr. Bernd Mittelsten Scheid, München.
- 1967: Hymne an die Nacht, Aquarell, Silberbronze und Bleistift auf Papier, 25,0 × 20,0 cm, Sammlung Bernd und Verena Klüser, München.
- 1970: Stoffbild Grün, Stoff auf Nessel, 200 × 70 cm, Kunsthalle Bielefeld, Bielefeld.

## Blinky Palermo Stipendium
Seit 2001 vergibt die Ostdeutsche Sparkassenstiftung in Zusammenarbeit mit der Galerie für Zeitgenössische Kunst Leipzig ein Blinky Palermo Stipendium. Palermos Stil inspirierte u. a. den Künstler Günther Förg, sein überraschendes Ende thematisierte Julian Schnabel in seiner Malerei.